# Plasa Tarutino, județul Cetatea-Albă
Plasa Tarutino a fost una din plășile din județul interbelic Cetatea-Albă.

## Localități
Plasa Tarutino avea 31 localități:
| Nr. crt. | Denumire localitate | Populație la 1930 | Tip localitate în prezent | Raionul în care se află în prezent |
| -------- | ------------------- | ----------------- | ------------------------- | ---------------------------------- |
| 1        | Amara               | 324               |                           |                                    |
| 2        | Aprodul-Purice      | 438               |                           |                                    |
| 3        | Berezina            | 2788              | .                         | Tarutino                           |
| 4        | Borodino            | 2585              | .                         | Tarutino                           |
| 5        | Cantemir, Moldova   | 450               | oraș                      | Cantemir                           |
| 6        | Cașpalat            | 288               |                           |                                    |
| 7        | Catzbach            | 1113              |                           |                                    |
| 8        | Ciuleni             | 2769              |                           |                                    |
| 9        | Cleastitz           | 2908              |                           |                                    |
| 10       | Cogălniceanu        | 472               |                           |                                    |
| 11       | Crasna              | 2495              |                           |                                    |
| 12       | Culmea              | 1587              |                           |                                    |
| 13       | Cuporani            | 2305              | sat în comuna Tigheci     | Leova                              |
| 14       | Cuza-Vodă           | 164               |                           |                                    |
| 15       | Diulmeni            | 2351              |                           |                                    |
| 16       | Friedensfeld        | 625               |                           |                                    |
| 17       | Gnadenfeld          | 676               |                           |                                    |
| 18       | Hofnungstal         | 1846              |                           |                                    |
| 19       | Iserlia             | 2580              | comună                    | Basarabeasca                       |
| 20       | Ivănceni            | 224               | sat în comuna Iserlia     | Basarabeasca                       |
| 21       | Leipțig             | 2522              |                           |                                    |
| 22       | Luxemburg           | 304               |                           |                                    |
| 23       | Malu-Mare           | 1512              |                           |                                    |
| 24       | Malu-Mic            | 1569              |                           |                                    |
| 25       | Moldoveni           | 872               |                           |                                    |
| 26       | Nădejdea            | 608               |                           |                                    |
| 27       | Neagra              | 294               |                           |                                    |
| 28       | Tarutino            | 5795              | .                         | Raionul Tarutino                   |
| 29       | Vasile-Stroescu     | 296               |                           |                                    |
| 30       | Vădeni              | 2038.             |                           |                                    |
| 31       | Vozneseni           | 1359              | .                         | Raionul Leova                      |

Total populație plasă - 46.162 

## Alte articole
- Lista județelor și a plășilor din România interbelică